# 카마사이트

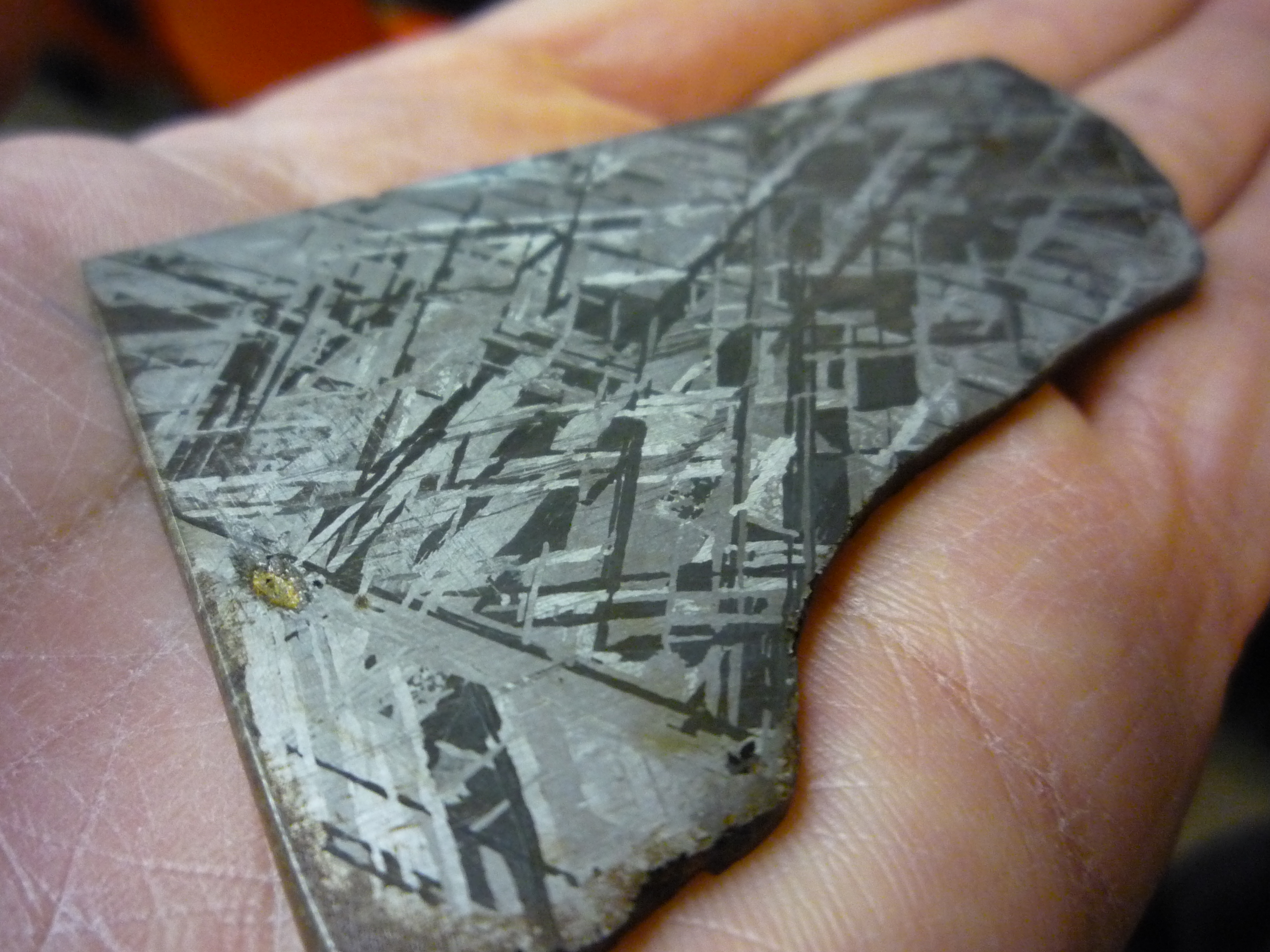
카마사이트

카마사이트는 철과 니켈의 합금으로 9:1에서 19대 1의 비율로 혼합된 물질이다. 카마사이트 내부에는 코발트 또는 탄소와 같은 불순물이 있을 수 있다. 지표에서 자연적으로 발견되지 않으며, 지표에 낙하한 유성에서 자연적으로 발견된다. 밀도는 8 g/cm³, 경도는 모스 경도로 4이다.
그 이름은 1861년에 지어졌는데, '빔'을 뜻하는 그리스어 '카마스크'에서 유래되었다.
카마사이트는 철운석에서 주로 발견된다.